# Sueño en otro idioma
Sueño en otro idioma is een Mexicaanse film uit 2017, geregisseerd door Ernesto Contreras. De film werd bekroond met de Ariel voor beste film.
De film gaat over de hoofdpersoon die een uitstervende inheemse taal wil redden, maar erachter komt dat de laatste twee sprekers weigeren om met elkaar te praten vanwege een ruzie. Het verhaal lijkt sterk op een artikel dat in 2011 door The Guardian werd gepubliceerd, waarin werd bericht dat de taal Ayapa Zoque ten dode was opgeschreven, omdat de laatste twee sprekers vanwege een ruzie niet met elkaar wilden praten. Het verhaal bleek niet waar te zijn, maar werd wereldwijd overgenomen door onder andere de Sydney Morning Herald en Time.

## Verhaal
De jonge taalkundige Martín reist af naar Mexico om de laatste sprekers van Zikril, een inheemse taal, te interviewen. De enige twee mensen die de taal spreken, Isauro en Evaristo, zijn oude vrienden die vijftig jaar geleden ruzie hebben gehad en niet meer met elkaar willen praten. Om de taal te behouden, probeert Martín de twee te verzoenen met de hulp van Evaristo's kleindochter, Lluvia.

## Rolverdeling
| Acteur                  | Personage      |
| ----------------------- | -------------- |
| Fernando Álvarez Rebeil | Martín         |
| José Manuel Poncelis    | Isauro         |
| Eligio Meléndez         | Evaristo       |
| Fátima Molina           | Lluvia         |
| Juan Pablo de Santiago  | jonge Evaristo |
| Hoze Meléndez           | jonge Isauro   |

## Ontvangst

### Recensies
Op Rotten Tomatoes geeft 80% van de 15 recensenten de film een positieve recensie, met een gemiddelde score van 7,00/10. Website Metacritic komt tot een score van 64/100, gebaseerd op 6 recensies, wat staat voor generally favorable reviews (over het algemeen gunstige recensies)

### Prijzen en nominaties
De film won 15 prijzen en werd genomineerd voor 13 andere prijzen. Een selectie:
| Jaar | Evenement                        | Categorie                       | Genomineerde                                              | Resultaat   |
| ---- | -------------------------------- | ------------------------------- | --------------------------------------------------------- | ----------- |
| 2018 | Premios Ariel (60ste uitreiking) | Beste film                      | Sueño en otro idioma                                      | Gewonnen    |
| 2018 | Premios Ariel (60ste uitreiking) | Beste acteur                    | Eligio Meléndez                                           | Gewonnen    |
| 2018 | Premios Ariel (60ste uitreiking) | Beste mannelijke bijrol         | Hoze Meléndez                                             | Genomineerd |
| 2018 | Premios Ariel (60ste uitreiking) | Beste mannelijke bijrol         | Juan Pablo de Santiago                                    | Genomineerd |
| 2018 | Premios Ariel (60ste uitreiking) | Beste vrouwelijke bijrol        | Fátima Molina                                             | Genomineerd |
| 2018 | Premios Ariel (60ste uitreiking) | Beste actrice in een kleine rol | Monica Miguel                                             | Genomineerd |
| 2018 | Premios Ariel (60ste uitreiking) | Beste actrice in een kleine rol | Norma Angélica                                            | Genomineerd |
| 2018 | Premios Ariel (60ste uitreiking) | Beste debuterend actrice        | Nicolasa Ortíz Monasterio                                 | Genomineerd |
| 2018 | Premios Ariel (60ste uitreiking) | Beste origineel scenario        | Carlos Contreras                                          | Gewonnen    |
| 2018 | Premios Ariel (60ste uitreiking) | Beste camerawerk                | Tonatiuh Martínez Valdéz                                  | Gewonnen    |
| 2018 | Premios Ariel (60ste uitreiking) | Beste artdirector               | Barbara Enriquez                                          | Genomineerd |
| 2018 | Premios Ariel (60ste uitreiking) | Beste filmmuziek                | Andrés Sánchez                                            | Gewonnen    |
| 2018 | Premios Ariel (60ste uitreiking) | Beste make-up                   | Mari Paz Robles                                           | Genomineerd |
| 2018 | Premios Ariel (60ste uitreiking) | Beste kostuums                  | Gabriela Fernandez                                        | Genomineerd |
| 2018 | Premios Ariel (60ste uitreiking) | Beste geluid                    | Enrique Greiner, Pablo Tamez Sierra, Raymundo Ballesteros | Genomineerd |
| 2018 | Premios Ariel (60ste uitreiking) | Beste speciale effecten         | Alejandro Vazquez                                         | Genomineerd |